# 新居浜市公営企業局交通課
新居浜市公営企業局交通課（にいはましこうえいきぎょうきょくこうつうか）は、愛媛県新居浜市でかつてバスを運営していた新居浜市の地方公営企業。通称は「新居浜市営バス」。
なお現在、新居浜市が運行している中心部と旧別子山村を結ぶ「別子山地域バス」も「市営バス」と呼ばれることがあるが、自家用マイクロバスを使用したいわゆる「80条バス」であり、直接の関係はない。

## 概要
新居浜市において公営バス事業が始まったのは、戦前の1935年にまでさかのぼる。この年の7月、まだ町であった新居浜町が西条町（のちの西条市）と組んで「新居自動車交通組合」を結成、「新居バス」として新居浜-西条間の運行を開始したのがそのはじまりである。また同年12月には周辺の町村と組んで「東新自動車交通組合」を組織し、「東新バス」として新居浜-多喜浜間・新居浜-角野間を運行し始めた。
新居浜は別子銅山の膝元で工業都市として栄えた街であり、当初専用鉄道であった住友別子鉱山鉄道が地方鉄道に転換して旅客営業を行うほど市内交通の需要があったほか、新居浜駅が市街地から離れていたこともあって、事業は好調であった。しかし、1943年7月1日に交通統制によって瀬戸内運輸に路線を譲渡し解散することになり、以後しばらくの間、新居浜から公営バスは姿を消すことになる。
だが戦後、今度はその瀬戸内運輸が市内交通をさばききれない状態となり、利用者に大混乱をもたらす事態となった。その改善に新居浜市が再び乗り出すことになり、1948年1月21日に「新居浜市交通事務所」を設置し、同年7月26日から運行を開始した。なお、一部路線が瀬戸内運輸の路線とかぶることから同社と協定を結んだ上での開業であった。
事務所の本部は現在の徳常町、福祉会館の斜向かいに設置され、車庫が併設された。のちに車庫ごと前田町に移転し、瀬戸内運輸と共同利用のバスセンターも併設するようになった。路線は新居浜駅を起点に海側、市街地中心部をほぼ網羅するように展開され、特に住友別子病院の最寄り停留所である別子病院前停留所は多くの系統の起点となっており、移転後の本部やバスセンターが設置されたのもこの近くであった。使用車両は10台で、すべて電気バスという珍しい陣容であった。しかし並行する瀬戸内運輸のガソリンバスに対し圧倒的に速度が劣ること、また特別設備を用いて充電する必要があるなど整備・維持に手間がかかることから、これ以降の増備車はガソリンバスに切り替えることになり、のちに全車両がガソリンバスとなった。
1950年には郊外進出を図り、隣接する垣生村・神郷村との合併をにらんで多喜浜駅方面へ、さらには西条市の中心部や山側にも路線を延伸しようとした。しかし途中で多喜浜方面以外の申請を取り下げたため、1951年12月10日に浮島町-多喜浜駅前間を延伸したのみに終わっている。
また1952年には住友別子鉱山鉄道が新居浜-星越間で一般向け旅客営業を休止したことにより、代替となる系統を設定している。また、この年には市内の工場への視察団体や県内観光地への観光輸送を目的として貸切バス事業も開始した。この際、開業時に使用されていた電気バスや蓄電池、附帯設備が売却されてその準備資金に供されることになり、電気バスは姿を消した。
1959年8月には水道事業など他の公営企業と合同して設置された公営企業局の一部署となり、「新居浜市公営企業局交通課」と部署名を改めることとなった。この頃には事業規模はかなり拡大しており、1961年現在で路線数10本、運行系統14系統、車両数31両、総営業キロ58.16kmと、中堅といってよいレベルにまで達していた。
このようにかなりの健闘を見せていたが、一方で市営バス以前から存在し、元から路線を競合し合っていた瀬戸内運輸の存在を無視出来なかったのも事実であった。実際に路線延伸の際に併願状態となったり、激しい競争のために過当競争状態になり解消のために無理な路線共管を行うなど、市営バスにとっては最初から最後まで強敵であり続けたのである。そのようなことから1957年頃から収支が赤字へ転落、累積赤字が積もり積もって市の財政を圧迫し始めた。このことは市の内部でもたびたび問題となり、事業の存廃について取りざたされるようになった。
そしてついに1965年に事業廃止へ向けて動き始め、2月には自治省の調停によって瀬戸内運輸との間で移管に関する仮契約が成立した。しかし、4月に「市営バスは合理化を行って存続」という公約を掲げる新しい市長が就任、事業廃止にブレーキがかかると思われ、一時市役所の内部は混乱した。ところが気炎を吐いたものの、約2億円もの累積赤字を相手にして有効な解決手段が見つからないままの状態が続いた。さらに8月17日には譲渡仮契約が成立、さらに自治省から民営移管勧告を受けるなど逆風が吹き荒れ、9月21日についに当時の市長は公約を翻して市営バス存続を断念することになった。
これに対し、交通課の労働組合である市交通労働組合や関連労組が組織する「新居浜地区労共闘会議」は、当初は「事業廃止反対」の意思を見せていたが、市との話し合いにより「事業廃止やむなし」の立場となり、職員の身分保障に争点を移した。このため、9月28日に行われた事業廃止の審議の際も、前日に解雇に反対する組合員の座り込みがあったのみで事業廃止に関する反対運動はなく、そのまま事業廃止が可決された。
そして公営企業局交通課は1965年10月1日に全路線を瀬戸内運輸に譲渡して廃止、18年間の歴史に終止符を打った。

## 年表
- 1935年（昭和10年）
  - 7月 - 西条町（のちの西条市）と新居自動車交通組合結成、新居浜-西条間運行開始。
  - 12月 - 周辺七町村と東新自動車交通組合結成、新居浜-多喜浜間・新居浜-角野間運行開始。
- 1943年（昭和18年）7月1日 - 交通統制のため瀬戸内運輸に路線を譲渡し解散。
- 1948年（昭和23年）
  - 1月21日 - 戦後の市内交通混乱解消のため公営バス事業を企画し、新居浜市交通事務所発足。
  - 7月26日 - 市営バス運行開始。
- 1951年（昭和26年）12月10日 - 浮島町から多喜浜駅前間開業。
- 1952年（昭和27年） - 住友別子鉱山鉄道の新居浜-星越間の一般向け旅客営業休止により、新居浜駅-星越駅-工場前間の代替系統を設定。貸切バス事業開始。
- 1953年（昭和28年） - 地方公営企業となる。
- 1956年（昭和31年）5月1日 - 市内循環運転開始。
- 1958年（昭和33年）1月 - 黒島-大生院間開業。
- 1959年（昭和34年）8月 - 組織改正により新居浜市公営企業局交通課となる。
- 1965年（昭和40年）
  - 2月 - 瀬戸内運輸との間で移管に関する仮契約成立。
  - 8月17日 - 瀬戸内運輸との間で譲渡仮契約成立。
  - 9月21日 - 事業存続を断念し、廃止を提案。
  - 9月28日 - 市議会で事業廃止が可決され、廃止決定。
  - 10月1日 - 瀬戸内運輸に路線を譲渡し廃止。

## 路線
以下、1952年現在の系統と1961年現在の路線を示す。
1952年現在
- 別子病院前-新居浜駅（東廻り）
- 別子病院前-新居浜駅（西廻り）
- 別子病院前-浮島町
- 別子病院前-浮島町-多喜浜駅前
- 平形町-別子病院前
- 平形町-別子病院前-星越駅
- 新居浜駅-菊本工場
- 新居浜駅-星越駅-別子病院前-工場前

1961年現在
- 新居浜駅東線
- 多喜浜線
- 黒島線
- 中萩外線
- 東西循環線
- 駅西線
- 宗像線
- 中村線
- 平形線
- 川西循環線

## 参考資料
- 新居浜市史編纂委員会編『新居浜市史』（新居浜市刊、1962年）
- 新居浜市史編纂委員会編『新居浜市史』（新居浜市刊、1980年）
- 合田正良編著『写真集 明治大正昭和 新居浜』（「ふるさとの思い出」102巻・国書刊行会刊、1980年）
- 愛媛新聞社編『愛媛新聞』（愛媛新聞社刊）
- 読売新聞社編『読売新聞』（読売新聞社刊）
- 運輸省編『旅客自動車・愛媛県（六）』（運輸省文書）
- 運輸省編『旅客自動車・愛媛県（七）』（運輸省文書）
- 運輸省編『旅客自動車・愛媛県（八）』（運輸省文書）